# 武村正義
武村正義（日语：／ Takemura Masayoshi，1934年8月26日—2022年9月28日），日本的自治官僚、政治家。出身於滋賀縣蒲生郡玉緒村（八日市市、現東近江市）的農民家庭。東京大學教育學部、經濟學部畢業。先後擔任八日市市市長、滋賀縣知事（3期）、眾議院議員（4期）、先驅新黨代表、內閣官房長官、大藏大臣等職位。是1990年代日本政界再編的中心人物之一。從政界引退後，擔任龍谷大學客席教授、德島文理大學大學院教授。

## 荣誉
- 从三位（2022年10月21日批准[1]）

### 日本勋章奖章
- 旭日大绶章（2004年）

### 外国勋章奖章
- 功绩大十字勋章（葡萄牙語：Ordem_do_Mérito）（葡萄牙，1993年12月2日公布[2]）